# Pip (administrador de paquetes)
pip es un sistema de gestión de paquetes utilizado para instalar y administrar paquetes de software escritos en Python. Muchos paquetes pueden ser encontrados en el Python Package Index (PyPI). Python 2.7.9 y posteriores (en la serie Python2), Python 3.4 y posteriores incluyen pip (pip3 para Python3) por defecto.

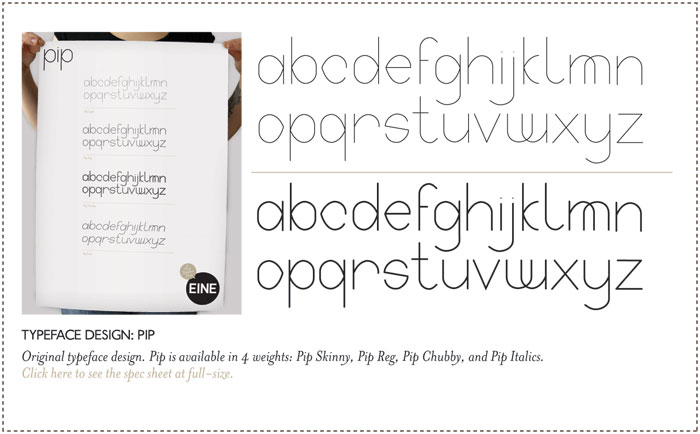

pip es un acrónimo recursivo que se puede interpretar como Pip Instalador de Paquetes o Pip Instalador de Python.

## Interfaz línea de comando

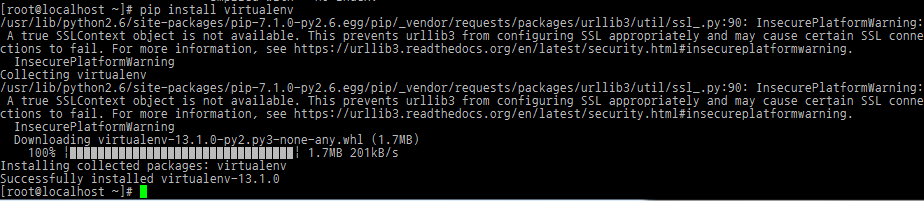
Salida de pip install virtualenv

Una ventaja importante de pip es la facilidad de su interfaz de línea de comandos, el cual permite instalar paquetes de software de Python fácilmente desde solo una orden:
```
pip
 
install
 
nombre-paquete

```

Los usuarios también pueden fácilmente desinstalar algún paquete:
```
pip
 
uninstall
 
nombre-paquete

```

Otra característica particular de pip es que permite gestionar listas de paquetes y sus números de versión correspondientes a través de un archivo de requisitos. Esto nos permite una recreación eficaz de un conjunto de paquetes en un entorno separado (p. ej. otro ordenador) o entorno virtual. Esto se puede conseguir con un archivo correctamente formateado requisitos.txt y la siguiente orden:
```
pip
 
install
 
-r
 
requisitos.txt

```

Con pip es posible instalar un paquete para una versión concreta de Python, sólo es necesario reemplazar ${versión} por la versión de Python que queramos: 2, 3, 3.4, etc:
```
pip
${
versión
}
 
install
 
nombre-paquete

```

## Uso de servicio del alojamiento web
Pip es usado para soporte de Python en la nube, como por Heroku.